# Alveopora catalai
Alveopora catalai är en korallart som beskrevs av Wells 1968. Alveopora catalai ingår i släktet Alveopora och familjen Poritidae. IUCN kategoriserar arten globalt som nära hotad. Inga underarter finns listade i Catalogue of Life.